# 艾因貝塞姆
36°17′48″N 3°40′12″E / 36.29667°N 3.67000°E

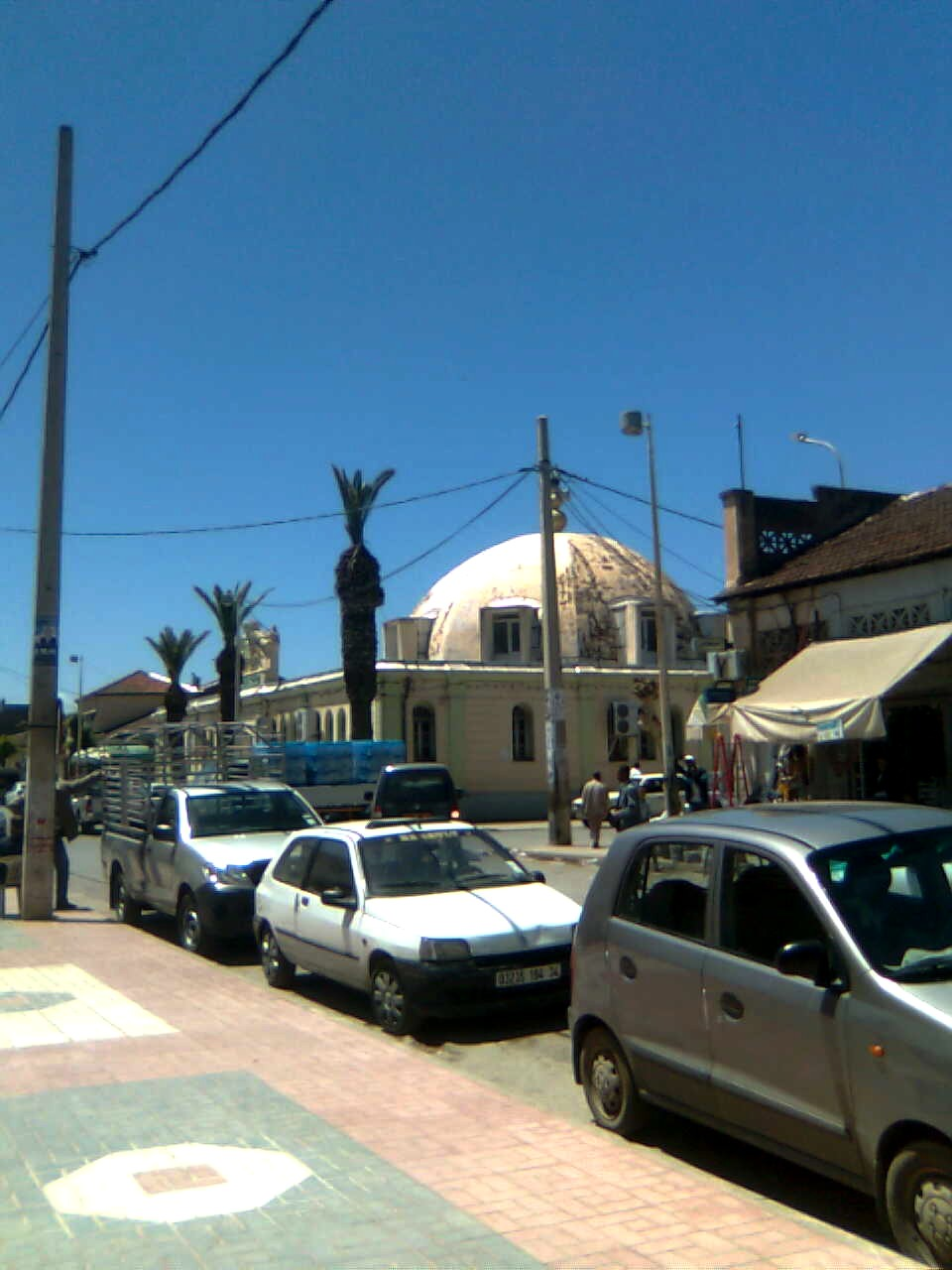
艾因貝塞姆

艾因貝塞姆（阿拉伯语：‎），是阿爾及利亞的城鎮，位於該國北部布維拉省，由艾因貝塞姆區負責管轄，面積126平方公里，海拔高度675米，2008年人口為42,635人，人口密度每平方公里338人。